# Уксинский оз
У́ксинский оз (Уксинская озовая гряда) — система параллельных двух-трёх озовых гряд высотой 10—20 метров, расположенная преимущественно в Суоярвском и Питкярантском районах Республики Карелия. Является примером деятельности талых ледниковых вод во время таяния последнего ледникового покрова 13 тысяч лет назад. Геоморфологический памятник природы регионального значения.

## Общее описание
На территории современного северо-восточного Приладожья в невскую стадию последнего оледенения был сформирован комплекс морфоскульптур, протягивающийся в северо-западном направлении вдоль берега Ладожского озера. Взаимосвязанные водно-ледниковые аккумулятивные и деструктивные формы рельефа (озы, морены, долины стока, флювиогляциальные дельты и др.), ограниченные узкими полосами, рассматриваются как магистральные водно-ледниковые системы. Уксинская водно-ледниковая магистраль — одна из четырёх магистралей, формирующих геоморфологию северо-восточного Приладожья. Общая длина Уксинской магистрали достигает 150 км.
Восточная ветвь этой магистрали прослеживается от границы с Финляндией, а западная ветвь — от урочища Ялонваара. Ветви протягиваются параллельно друг другу на расстоянии от 4 до 6 км. В северной части (севернее озера Лоухиярви) магистраль представлена в основном озовыми грядами, прерывающимися участками флювиогляциальных равнин — возвышенных платообразных массивов, ограниченных трёх-четырёхметровыми уступами. Поверхность равнин усложнена дюнами и термокарстовыми воронками. Такие равнины можно наблюдать в районе озера Сариярви, озера Сяксъярви и в окрестностях посёлка Райконкоски.
От озера Лоухиярви до реки Уксунйоки система формирует сложный рельеф. Центральная наиболее высокая озовая гряда сложена валунами, что говорит о сильном размыве озовой системы на последнем этапе её формирования. Кроме центральных озовых гряд, наблюдаются примыкающие более мелкие, веерообразно расходящиеся невысокие озы. В районе реки Уксунйоки наблюдаются поперечные гряды, соединяющие две или даже три продольные гряды. Магистраль протягивается до нижнего течения реки Тулемайоки. Один из озов протяжённостью 6—8 км и высотой до 10—15 м прослеживается вплоть до деревни Ковера. К западу от этого оза примыкает полого-волнистая флювиогляциальная дельта, достигающая ширины 1,5—2 км, — место впадения системы в Балтийское ледниковое озеро.
В центральной части озовые гряды сложены исключительно из валунов (габброиды, гранитоиды, сланцы и граниты рапакиви). Флювиогляционная дельта образована в месте слияния двух озовых цепей и состоит из песчаного материала.

## Условия формирования (история)
Размещение Уксинской магистрали связано с серией тектонических нарушений и разломов. В рельефе эти зоны нарушений выражены в виде депрессий шириной до 4—5 км и глубиной в 50—70 м. Когда невский ледник занимал стационарное положение, вдоль зон разломов во льду произошло заложение трещин. Поскольку здесь располагалась краевая часть ледника, мощность льда была небольшой и не превышала 50—60 м. При вытаивании водоразделов талые воды выносили обломочный материал в образовавшиеся трещины. В первую очередь была сформирована центральная озовая гряда. Позднее параллельно ей образовались боковые озовые гряды. Ширина трещин в это время достигала 2—3 км, вдоль центральной гряды происходил наиболее интенсивный сток талых вод, поэтому из этой гряды песчаный материал был вынесен и отложен на периферии. Такой размыв центральной гряды обуславливает сложение её поверхности преимущественно валунами.
Флювиогляциальные конусы выноса и дельты (в районе станции Райконкоски, у озёр Луопасъярви, Сяксъярви и южнее реки Уксунйоки) возникли в местах пересечения тектонических депрессий, по которым заложена Уксинская водно-ледниковая магистраль, с разломами субширотного и северо-восточного простирания. На периферии флювиогляциальных равнин при окончательном стаивании льдов образовались уступы высотой 5—6 м.

## Охрана
Центральная, охраняемая часть системы располагается в Питкярантском районе (Кивиойское лесничество, кварталы 7, 8, 24, 25, 46) и в Суоярвском районе (Кяснясельгское лесничество, кварталы 112, 113, 114, 140, 141, 158, 159), в 10 км к юго-востоку от Питкяранты в окрестностях озера Лоухиярви и занимает почти 1500 га.
В охраняемой части запрещено проведение горных выработок, строительство капитальных сооружений, рубка леса и разведение костров. Разрешено рекреационное использование территории, научные исследования, организация и проведение экскурсий, радиологические исследования.
В 2022 году часть маршрута автомобильных соревнований по преодолению бездорожья «Ладога-Трофи» проходила в непосредственной близости от охраняемой природной территории. На основе жалоб местных жителей работники Кяснясельгского участкового лесничества в Суоярвском районе провели проверку и обнаружили следы внедорожников в прибрежных полосах озёр, зафиксировали уничтожение лесной подстилки, мха и других лесных ресурсов. Минприроды Карелии и природоохранная прокуратура возбудили против организаторов трофи-рейда дело об административном правонарушение и назначили штраф. С организаторов собираются взыскать более 3,5 млн рублей за причиненный ущерб природе.